# Sundsvallsregionen
Sundsvallsregionen är en grupp om sex kommuner (Hudiksvalls, Nordanstigs, Sundsvalls, Timrå, Ånge och Härnösands kommuner) som sedan 2004 försöker att lansera varumärket Sundsvallsregionen. Tillsammans består kommunerna av 196 531 invånare 2011. Gruppen har som mål att uppnå hållbar tillväxt genom att kommunsamverkan och kortare restider ska leda till framtida regionförstoring, så att de sex kommunerna bildar en  gemensam arbets-, utbildnings- och boenderegion.
Några exempel på samverkan som idag sker mellan kommunerna i Sundsvallsregionen och intilliggande kommuner vid sidan av själva regionsamverkansorganet är:
- MittSverige Vatten AB - kommunerna Nordanstig, Sundsvall, Timrå, Ånge har ett gemensamt VA-bolag
- Servanet AB - kommunägt bolag som driver fiberbredbandsnät i kommunerna Berg, Härnösand, Ragunda, Strömsund, Sundsvall, Timrå och Ånge
- Räddningstjänsten Medelpad - gemensam räddningstjänst för kommunerna Sundsvall, Timrå, Ånge
- Sundsvall Timrå Airport - flygplats som ägs av kommunerna Sundsvall och Timrå
- Överförmyndarnämnden Mitt - gemensam överförmyndarnämnd för kommunerna Sundsvall, Timrå, Nordanstig, Ånge
- Galleri Granen - Ett konstgalleri mitt i Stenstaden som är uppkallad efter Medelpads landskapsblomma.

Enligt indelning av myndigheten Tillväxtanalys, baserat på pendlingsmönster, består FA-regionen Sundsvall sedan 2015 av kommunerna Timrå, Härnösand, Sundsvall och Ånge. Samma fyra kommuner ingick även i indelningen 2005–2015. Denna FA-region är Norrlands tredje största med 151 778 invånare den 21 mars 2021. Även LA-regionen Sundsvall består enligt SCB idag (2019) av samma fyra kommuner.